# Corpúsculos de Krause
Los corpúsculos de Krause son los bulbos encapsulados, anteriormente se pensaba que su función principal era registrar la sensación de frío, fenómeno que se produce cuando entramos en contacto con un cuerpo o un espacio que está a menor temperatura que nuestro cuerpo. La sensibilidad es variable según la región de la piel que se considere. Sin embargo, su función en la actualidad no se define con claridad.
Son variaciones anatómicas de los corpúsculos de Meissner.
Son corpúsculos táctiles localizados en el nivel profundo de la dermis en la piel, parecidos a los corpúsculos de Pacini, pero más pequeños (50 micras) y simplificados. Se encuentran en el tejido submucoso de la boca, la nariz, ojos, genitales, etc., de los cuales hay unos 260 000 extendidos por todo el cuerpo.

## Epónimo
Se les puso este nombre en honor de su descubridor, el anatomista alemán Wilhelm Krause (1833-1910).